# 特里宰
特里宰（法語：Trizay，法語發音：[tʁizɛ]）是法国滨海夏朗德省的一个市镇，位于该省中西部，属于桑特区。

## 地理
特里宰（45°52'57"N, 0°53'48"W）面积14.13 平方千米，位于法国新阿基坦大区滨海夏朗德省，该省份为法国西部滨海省份，北起旺代省，西临大西洋，南至吉倫特省，东南接多爾多涅省，东北接德塞夫勒省接壤，东临夏朗德省。
与特里宰接壤的市镇（或旧市镇、城区）包括：伯尔莱、香槟、埃希莱、圣阿尼昂、圣伊波利特、圣拉德贡德、拉瓦莱。

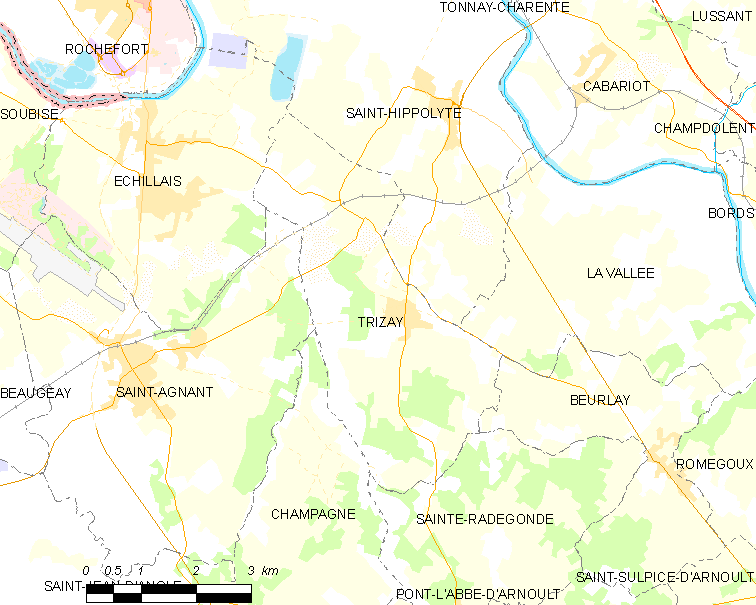
特里宰的OSM定位图

特里宰的时区为UTC+01:00、UTC+02:00（夏令时）。

## 行政
特里宰的邮政编码为17250，INSEE市镇编码为17453。

## 政治
特里宰所属的省级选区为圣波谢尔县。

## 人口

1962-2008年间特里宰人口变化图示

特里宰于2022年1月1日时的人口数量为1505人。